# Annika Wickihalder
Annika Viktoria Wickihalder Pettersson, född den 25 januari 2001 i Zürich i Schweiz, är en svensk sångerska.
Annika Wickihalder är född i Schweiz men bodde även i Spanien som barn. Hon flyttade till Söderhamn som femåring där hon sedan växte upp. Hon har studerat gospel vid Mellansels folkhögskola.
Hon medverkade i Idol 2021 där hon slutade på en tredjeplats. I maj 2023 släppte hon sin debut-EP Hollow, som blandar soul, gospel och pop.
Wickihalder tävlade i Melodifestivalen 2024 med bidraget "Light" som hon skrivit tillsammans med Herman Gardarfve, Linnea Gawell och Patrik Jean. Hon gick till final via finalkvalet och slutade på en åttonde plats i finalen.
Hon återvände till tävlingen i Melodifestivalen 2025 med låten "Life Again", som hon har skrivit tillsammans med Herman Gardarfve och Patrik Jean. Hon gick där direkt vidare till final och slutade återigen på en åttonde plats.